# Francesco Paolo Ruggiero
Francesco Paolo Ruggiero (Napoli, 4 aprile 1798 – Napoli, 31 dicembre 1881) è stato un giurista, economista e politico italiano.

## Biografia
Laureato in legge a Napoli, esercitò con successo la professione di avvocato. Insegnò economia e diritto civile all'Università di Napoli. Fu ministro degli Affari ecclesiastici (1848) nel governo costituzionale del Regno delle Due Sicilie concesso dopo i moti del 1848, retto da Carlo Troya; fu poi ministro delle Finanze (1849) e ministro di grazia e giustizia ad interim nel successivo governo di Gennaro Spinelli di Cariati.
Costretto a dimettersi per le sue tendenze liberali, fu costretto ad andare in esilio.  Viaggiò in Italia e all'estero e si stabilì nel Granducato di Toscana. Fu condannato a morte in contumacia dal governo di Ferdinando II. Tornò a Napoli dopo la conquista garibaldina (1860). Fu infine deputato al parlamento italiano dal 1867 al 1870 (X Legislatura del Regno d'Italia).